# Den gode idé
Den gode idé er en dansk dokumentarfilm fra 1999, der er instrueret af Jan Bacher Dirchsen.

## Handling
En dokumentarfilm om projektbasen IDÉ & CO - en gruppe unge, der foretrækker at uddanne sig indenfor IDÉ & CO's rammer frem for en anerkendt uddannelse eller et rigtigt job.